# Сборник от турските зверства и македонското освободително дело
„Сборник от турските зверства“ с подзаглавие Мрачни, ужасни и кървави дни или мъките, страданията и теглилата на Македонските българи. Месечно илюстровано списание е българско списание, излизало в 1902 и 1903 година в София. Редактор на списанието е Тодор Х. Тошев. Печата се в печатницата на Янко С. Ковачев и в печатница „Гавазов – Чомонев“. Списанието излиза в края на всеки месец на 32 страници.
| Годишнина | Броеве | Дата                      |
| --------- | ------ | ------------------------- |
| I         | 1 – 6  | ноември 1902 – април 1903 |

От 2 брой заглавието се променя на Сборник от турските зверства и македонското освободително дело, а подзаглавието на Месечно илюстровано популярно списание.
Изданието заема страната на Върховен комитет в борбата му с Вътрешна организация. Съдържа статии и биографии на революционери. Подробности за хода на Горноджумайското въстание и данни за турския терор в Македония. В него пишат Христо Силянов, Иван Вазов, Кирил Христов.